# Martha Reguera
Martha Reguera (Argentina, 27 de septiembre de 1932-ibídem, 21 de agosto de 1991) fue una directora de televisión que trabajó en su país, recordándose especialmente los programas que dirigió con la actuación de Narciso Ibáñez Menta.

## Actividad profesional
Trabajó inicialmente como actriz de teatro; en 1954 actuó en Canal 7 en la telenovela ¡Qué familia!, que se emitía sobre el primer libreto de Horacio S. Meyrialle para televisión y el mismo año trabajó en la película Días de odio dirigida por Leopoldo Torre Nilsson. En 1959 comenzó su labor como directora de televisión dirigiendo las cámaras del programa Obras maestras del terror con puesta de escena de Narciso Ibáñez Menta y adaptación de conocidos cuentos del género por Narciso Ibáñez Serrador. En este ciclo se presentaron en 1962 por Canal 7 las adaptaciones de los cuentos El muñeco maldito, de Gastón Leroux y La pata de mono de W. W. Jacobs En 1966 Marta Reguera dirigió por Canal 9 La cabalgata de los grandes valores en la que conducía y actuaba Hugo del Carril; este programa, ya con conducción y producción de Reguera se convirtió en 1969 en el exitoso Grandes valores del tango En 1981 dirigió La sombra, una serie sobre texto de Darío Niccodemi, un dramaturgo italiano que vivió varios años de su juventud en Argentina; la obra teatral, que había sido estrenada en 1915, fue adaptada por Gerardo Galván y contó con la actuación de Silvia Montanari, Víctor Hugo Vieyra y Raúl Lavié; el programa tuvo un nivel de audiencia de alrededor de 15 puntos con picos de 22 puntos. En 1984 fue nombrada por Alejandro Romay como directora artística de Canal 9. En 1988 dirigió la telenovela Vendedoras de Lafayette, por lo cual fue galardonada con el Premio Martín Fierro a la dirección escénica y nominada al premio a la dirección integral, en tanto el programa recibía el premio al mejor teleteatro episódico. En 1991 reemplazó a Miguel Larrarte en la dirección de Cosecharás tu siembra pero falleció cuando aun no se habían grabado 30 capítulos.
Debutó como directora de teatro en 1976 con ¡A mi maestra con cariño y también dirigió Viva la libertad, La sombra, Sexcitante y su último trabajo durante 1983 y 1984, Señorita maestra.
Fue galardonada con el diploma al mérito otorgado por la Fundación Konex en el rubro directora de televisión en 1981. Roberto Quirno comentó sobre Martha Reguera:

"Una anécdota la pinta de cuerpo entero. un día, en un programa, fallaron los focos de exteriores y lo hicieron igual. Pusieron las luces largas de todos los autos que estaban en la zona. Tenía la capacidad de hacer en cuatro horas lo que los demás hacían en diez, y hacerlo mejor. Se manejaba con absolutos. Excedió lo que era un clan. Trabajaba con quienes tenía afinidad y un estilo común. Esos clanes armaba Martha, por capacidad, por trabajar a gusto, por saber que la gente le respondía. Aprendió mucho de Clutet y de Narciso Ibáñez Menta. Martha estaba alerta."

Falleció el 21 de agosto de 1991.

## Televisión
Directora
uno de sus primeros trabajos como directora ..junto a Narciso Ibañez menta 
- Cosecharás tu siembra (serie) (1991)[8]
- Vendedoras de Lafayette (serie) (1988)[12]
- Como la mona (serie) (1987)[7]
- El pulpo negro (miniserie) (1985)
- Libertad condicionada (serie) (1985)
- Séptimo grado... adiós a la escuela (serie) (1984)
- Nazareno Reyes o El corralón de Nazareno]] (serie) (1984)[13]
- La sociedad conyugal (serie) (1983)
- La búsqueda (serie) (1982)[14]
- Señorita maestra (serie) (1983)
- La sombra (serie) (1982)[15]
- Ceremonia secreta (película) (1981)
- Stefanía (serie) (1981 por Canal 13)[16]
- Estación terminal (serie) (1980)[17]
- Mamá Linda (serie) (1979)
- Querida, querida Lady Hamilton (película por Canal 9) (1977)[18]
- El cuarteador (serie) (1977)[19]
- El pícaro rebaño (serie) (1977)
- El gato (serie) (1976)[19]
- Alta comedia (serie) (1970-1975)
- No hace falta quererte (serie) (1975)
- Casada por poder (serie) (1974)[20]
- Malevo (serie) (1972-1973)
- Mi dulce enamorada (serie) (1973)
- Carmiña (serie) (1972)
- Estación Retiro (serie) (1971)[21]
- Festibiondi (serie) (1970)
- Historias de mamá y papá (serie) (1970)
- María Chiquita (1970) (serie)[22]
- Matiné de teatro (1969) (serie por Canal 13)[23]
- Sainetes del tiempo guapo (1969) (serie por Canal 13)[24]
- Grandes valores del tango (serie) (1969)[4]
- Historias inquietantes  (1969)[25]
- Balabasadas (serie) (1968)
- Viernes de Pacheco (serie)  (1968)[26]
- Teleteatro Bebán-Barreiro (1968) (serie por canal 11)[27]
- Novelas de amor (serie)  (1967)[28]
- La cabalgata de los grandes valores (serie) (1966)[4]
- Telecine Lux (serie) (1966)[29]
- Galería Polyana (serie) (1966)[30]
- Nostalgias del tiempo lindo (serie) (1966)
- Teatro del sábado (serie) (1965)
- Teleteatro de las estrellas (serie) (1965)
- Ocho estrellas en busca de un amor (serie) (1964)[31]
- El hombre que comía los pecados (miniserie) (1962)
- El muñeco maldito (miniserie) (1962)
- Un hombre encantador: Las aventuras de Landrú (miniserie) (1962)
- Obras maestras del terror (serie) (1959-1962)
- Huellas del diablo (película) (1962)
- ¿Es usted el asesino? (miniserie) (1961)
- La pata del mono (película) (1961)
- Arsenio Lupin (miniserie) (1961)
- Al caer la noche (miniserie) (1960)
- El fantasma de la ópera (miniserie) (1960)
- El hacha de oro (miniserie) (1960)
- La carreta fantasma (miniserie) (1960)
- La figura de cera (miniserie) (1960)
- Donde está marcada la cruz (miniserie) (1960)
- La mano (película) (1960)
- Hombre que cambió de nombre (película) (1960)
- Berenice (película) (1959)
- Ligeia (película) (1959)
- El corazón delator (película) (1959)

Productor
- Vendedoras de Lafayette (serie) (1988)
- El pulpo negro (miniserie) (1985)
- La sombra (serie) (1982)
- Ceremonia secreta (película) (1981)
- Estación Terminal (serie) (1980)
- El gato (serie) (1976)
- No hace falta quererte (serie) (1975)
- Malevo (serie) (1972-1973)
- Estación Retiro (serie) (1971)
- Muchacha italiana viene a casarse (serie) (1969)
- Balabasadas (serie) (1968)  ;Guionista
- El pícaro rebaño (serie) (1977)

## Filmografía
- Días de odio  (1954)